# 에르메딘 데미로비치
에르메딘 데미로비치(보스니아어: Ermedin Demirović, 세르보크로아티아어 발음: [ermědin děmiroʋitɕ], 1998년 3월 25일~)는 보스니아 헤르체고비나의 축구 선수이며, 포지션은 공격수이다. 현재 VfB 슈투트가르트와 보스니아 헤르체고비나 축구 국가대표팀 소속으로 뛰고 있다.

## 구단 경력
데미로비치는 1998년에 독일 함부르크에서 보스니아인 이민자의 아들로 태어났다. 2004년 고향 함부르크의 함부르거 SV 유스팀에서 축구를 시작했으며 2014년에 RB 라이프치히 유스팀에서 활동을 시작했다.
2017년 RB 라이프치히 2군팀에서 프로 선수 경력을 시작했다. 같은 해 5월 30일 데포르티보 알라베스와 계약을 했으며 2021년까지 뛰었다.

## 국가대표팀 경력
데미로비치는 2014년부터 2020년 보스니아 헤르체고비나 연령별 국가대표팀 선수로 뛰었다. 그는 2018년 11월에 오스트리아와 스페인과의 경기를 앞두고 처음으로 보스니아 헤르체고비나 성인 대표팀에 소집되었다. 데미로비치는 해당 경기에는 출전하지 못했다.
2021년 3월 24일 헬싱키에서 열린 핀란드와의 월드컵 예선 경기를 통해 국제 A매치에 데뷔하였다.
데미로비치는 고이코 치미로트의 교체 선수로 경기에 출전했으며 2-2 무승부로 끝났다.